# Donna Stockton
Donna Stockton (26 giugno 1955) è un'ex tennista statunitense.

## Carriera
Nei tornei del Grande Slam ha ottenuto il suo miglior risultato raggiungendo i quarti di finale di doppio misto agli US Open nel 1974, in coppia con il connazionale Dick Stockton.